# Masjaf
Masjaf (lahko tudi Musjaf ali Misjaf) (arabsko مصيف ali مصياف) je grad nad istoimenskim krajem v zahodni Siriji, približno 40 km zahodno od Hame, ob obronkih hribovja Džebel Ansarija.
Natančen čas nastanka prve utrdbe na tem mestu ni znan (najdbe pričajo, da je zagotovo stal vsaj že v času Bizantincev, najdeni so še selevkidski in rimski sledovi), zagotovo pa je stal že leta 1103, ko so ga zasedli križarji pod poveljstvom Raymonda St Gillesa. V letih 1127 in 1128 ga je odkupil klan Banu Munkid, ki je s križarji sklenil ohlapen sporazum o nenapadanju. Do leta 1140 je prišel v roke skrivnostne sekte ismailcev, bolj znanih kot asasini. Grad je postal središče njihovega avtonomnega območja v neposredni bližini križarskih držav Antiohija in Tripoli. Od leta 1164 je v njem bival tudi Sinan Rašid ad-Din, znan po vzdevku »starec z gore«. Grad je bil pomembna točka in zatočišče v njihovem gverilskem boju proti vladajoči sunitski dinastiji Ajubidov. Uspelo jim je umoriti več sunitskih osebnosti, po nekaj neuspelih poskusih atentata na Saladina pa je le ta leta 1176 pričel z obleganjem gradu. Kaj natančno se je zatem zgodilo, ni znano (po legendi naj bi se odposlanec asasinov uspel pretihotapiti v Saladinov tabor in pred Saladinovo posteljo pustil bodalo in opozorilno sporočilo), vemo le, da je Saladin kmalu prekinil obleganje in sklenil premirje.
Leta 1260 so mesto ob gradu pričeli oblegati Mongoli in emirat Nizari (mesto Masjaf pod gradom je bilo njegova prestolnica) so stopili v zavezništvo z Mameluki, ki so Mongole pregnali iz Sirije. Mameluški sultan Bajbars je do leta 1270 zasedel tudi grad in pregnal asasine, s čimer je grad izgubil svojo pomembnost. Še naprej je služil zaščiti trgovskih poti med Sredozemljem in Hamo. Leta 1830 je bil poškodovan med turško ekspedicijo pod vodstvom Ibrahima Paše. Obsežna obnovitvena dela so se pričela leta 2000.